# Poultney (Vermont)
Poultney es un pueblo ubicado en el condado de Rutland en el estado estadounidense de Vermont. En el año 2010 tenía una población de 3,432 habitantes y una densidad poblacional de 29.5 personas por km².

## Geografía
Poultney se encuentra ubicado en las coordenadas 43°31′0.98″N 73°14′13.85″O / 43.5169389, -73.2371806.

## Demografía
Según la Oficina del Censo, en el año 2000 los ingresos medios por hogar en la localidad eran de $31,711 y los ingresos medios por familia eran $40,556. Los hombres tenían unos ingresos medios de $31,148 frente a los $25,303 para las mujeres. La renta per cápita para la localidad era de $14,963. Alrededor del 9.3% de la población estaban por debajo del umbral de pobreza.